# شهرک غرب (مشهد)
شهرک غرب (قاسم‌آباد) نام منطقه‌ای در غرب شهر مشهد است. شهرک‌غرب در منطقهٔ ۱۰ شهرداری مشهد واقع شده است. این منطقه ۱۷۵۱ هکتار وسعت دارد و به دلیل وسعت زیادش دارای محله‌هایی با ساختار شهرسازی متفاوت است و در نتیجه سبک زندگی مردم در این منطقه متنوع است.
در گذشته منطقه قاسم‌آباد در حال رشد بود و برای مردم مشهد، منطقه ناآشنایی بود، در نتیجه برای نام‌گذاری تمام مناطق حد فاصل بزرگراه امام علی تا انتهای محله الهیه از نام قاسم‌آباد (شهرک غرب) استفاده می‌شد. این اشتباه موجب شد که قاسم‌آباد را یک محله بنامند ولی در حقیقت این منطقه به قدری بزرگ است که خود از چندین محله تشکیل شده است. با توجه به اینکه منطقه قاسم‌آباد کمتر از ۵۰ سال قدمت دارد و سابقه تاریخی زیادی ندارد، تقسیم‌بندی محلات و نام‌گذاری آن توسط شهرداری صورت گرفته است.

## محدوده جغرافیایی شهرک غرب و محلات این منطقه
بعد از ایجاد بزرگراه میثاق، امروزه منطقه محصور بین بزرگراه آزادی (جادهٔ سنتو) از سمت شرق، بزرگراه آیت‌الله هاشمی رفسنجانی (میثاق) از سمت شمال‌غرب و بزرگراه امام‌علی از سمت جنوب شهرک غرب نامیده می‌شود.

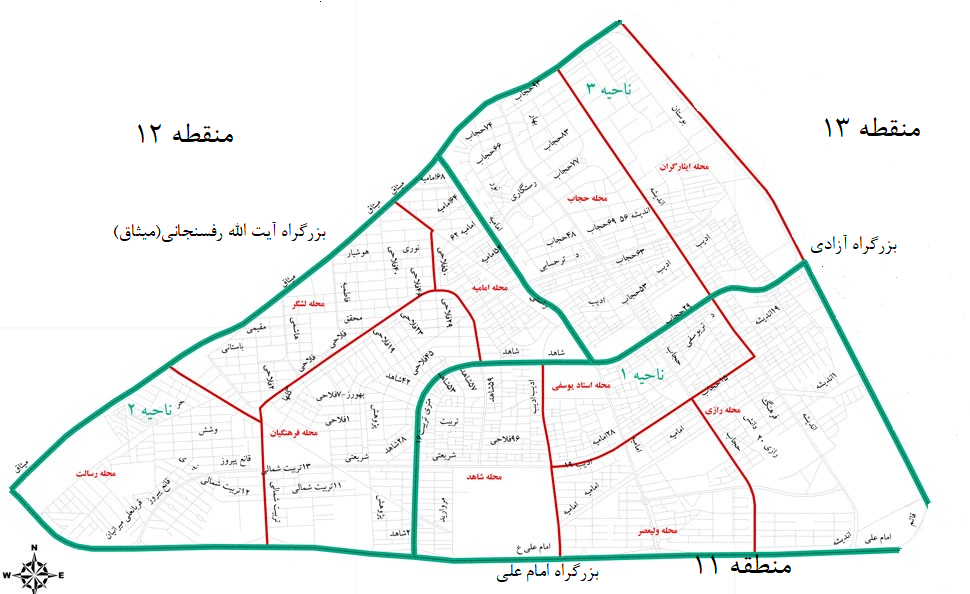

### نواحی شهرک غرب در شهرداری منطقه ۱۰

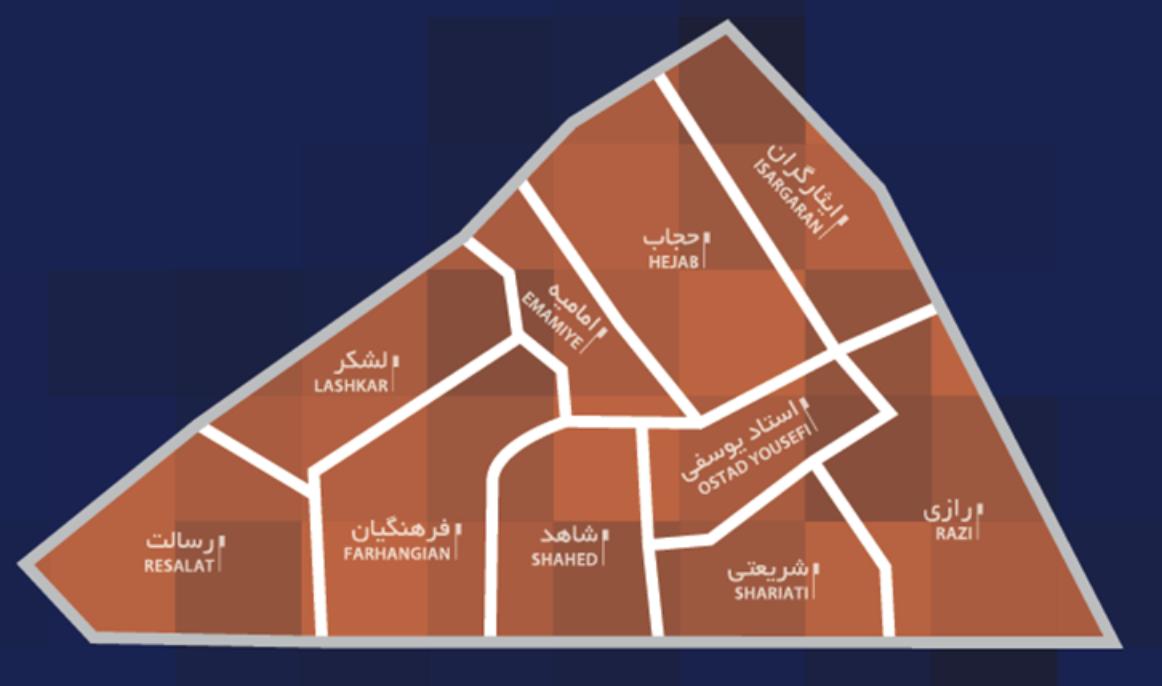

ناحیه ۱: محله شاهد، محله استاد یوسفی، محله شریعتی، محله رازی
ناحیه ۲: محله فرهنگیان، محله رسالت، محله لشکر، محله امامیه
ناحیه ۳: محله حجاب، محله ایثارگران

### جمعیت و وسعت شهرک قاسم‌آباد و محلاتش
بر اساس سرشماری عمومی نفوس و مسکن (۱۳۹۵) این منطقه ۲۹۶٫۸۲۳ نفر جمعیت و ۷۴٫۲۵۰ خانوار دارد. جدول زیر برگرفته از کتاب اطلس محلات مشهد است این کتاب در وب‌سایت شهرداری موجود است.
| ناحیه  | نام محله         | منطقه | سال ایجاد محله | جمعیت کل (هزار نفر)         | درصد جمعیت از شهر | وسعت (هکتار)             | درصد وسعت از شهر        |
| ------ | ---------------- | ----- | -------------- | --------------------------- | ----------------- | ------------------------ | ----------------------- |
| ناحیه۱ | محله شاهد        | ۷     | ۱۳۵۵           | ۱۷                          | ۰/۵۶              | ۱۶۰                      | ۰/۴۷                    |
| ناحیه۱ | محله شریعتی      | ۸     | ۱۳۵۵           | ۱۴                          | ۰/۴۶              | ۱۴۰                      | ۰/۴۲                    |
| ناحیه۱ | محله استاد یوسفی | ۹     | ۱۳۵۵           | ۱۴                          | ۰/۴۶              | ۱۱۰                      | ۰/۳۲                    |
| ناحیه۱ | محله رازی        | ۵     | ۱۳۶۵           | ۲۱                          | ۰/۶۸              | ۲۵۵                      | ۰/۷۴                    |
| ناحیه۱ | ناحیه۱           |       | ۱۳۵۵–۱۳۶۵      | ۶۶                          | ۲/۱۶              | ۶۵۵                      | ۱/۹۵                    |
| ناحیه۲ | محله لشکر        | ۶     | ۱۳۵۵           | ۱۷                          | ۰/۵۷              | ۱۴۰                      | ۰/۴۱                    |
| ناحیه۲ | محله فرهنگیان    | ۲     | ۱۳۵۵           | ۳۹                          | ۱/۲۶              | ۲۲۰                      | ۰/۶۴                    |
| ناحیه۲ | محله رسالت       | ۳     | ۱۳۵۵           | ۳۵                          | ۱/۱۴              | ۲۰۵                      | ۰/۵۹                    |
| ناحیه۲ | محله امامیه      | ۱۰    | ۱۳۶۵           | ۱۴                          | ۰/۴۶              | ۹۵                       | ۰/۲۸                    |
| ناحیه۲ | ناحیه۲           |       | ۱۳۵۵–۱۳۶۵      | ۱۰۵                         | ۳/۴۳              | ۶۶۰                      | ۱/۹۲                    |
| ناحیه۳ | محله حجاب        | ۱     | ۱۳۶۵           | ۴۲                          | ۱/۳۸              | ۲۵۰                      | ۰/۷۳                    |
| ناحیه۳ | محله ایثارگران   | ۴     | ۱۳۶۵           | ۲۴                          | ۰/۸۱              | ۱۷۵                      | ۰/۵۱                    |
| ناحیه۳ | ناحیه۳           |       | ۱۳۶۵           | ۶۶                          | ۲/۱۹              | ۴۲۵                      | ۱/۲۴                    |
|        |                  | مجموع |                | ۲۳۸ هزار نفر جمعیت شهرک غرب | ۷/۷۹ جمعیت کل شهر | ۱۷۵۱ هکتار وسعت شهرک غرب | ۵/۱ درصد از وسعت کل شهر |

## تاریخچه
شهرک غرب در دههٔ ۱۳۶۰ به وسیله شرکت‌های تعاونی مسکن ادارات دولتی توسعه یافت. از جمله اسامی قدیمی محلات این منطقه می‌توان به شهرک لشکر، شهرک کوشش، شهرک اتوبوسرانی و شهرک راه‌آهن اشاره نمود.

## امکانات رفاهی عمومی
پارک‌ها: در شهرک غرب ۱۰۲ پارک با مجموع مساحت ۹۷۳۱۵۶ مترمربع وجود دارد که اکثر آن‌ها به صورت پارک محله می‌باشند. پارک نیلوفر آبی و پارک سیمرغ وسیع‌ترین پارک‌های موجود در شهرک غرب هستند.
استخرها: موج‌های آبی (اندیشه ۸۵). اندیشه (اندیشه ۷۸). کوثر (چهارراه اندیشه). آبی هشتم (حجاب ۱). ایرانیان (حجاب ۸). مولای متقیان (حجاب ۵۲). نشاط (شاهد ۱۰). استخر سازمان آب (شریعتی ۷۳).
کتابخانه‌ها: کتابخانه طبرسی (فلاحی ۳۰). کتابخانه باقرالعلوم (دکتر حسابی ۳۴). کتابخانه سراج (حجاب ۵۲). کتابخانه حضرت ابوالفضل (شاهد ۵۷).
فرهنگسراها: سراج (حجاب ۵۲). شهر زیبا و ایمن (شریعتی ۴۵). خانواده (استاد یوسفی ۱۳).
مراکز درمانی: بیمارستان مهرگان (فلاحی ۱۷). پلی کیلینیک فاتق (حجاب ۸۷). درمانگاه اصحاب الحسین (امامیه ۱۵). درمانگاه حجت (چهارراه اندیشه). درمانگاه فاطمه زهرا (چهارراه امامیه). درمانگاه امیرکبیر (چهارراه حجاب). درمانگاه محاظان سلامت (امامیه ۵۶). درمانگاه ثامن الائمه (بین شاهد ۴۸ و ۵۰). درمانگاه عطا (چهارراه ورزش). درمانگاه ضامن آهو (چهارراه نادرشهر). درمانگاه‌های پارسیان و آریا (ابتدای فلاحی). ساختمان پزشکان حجاب (میدان حجاب).
داروخانه‌های شبانه‌روزی: داروخانه دکتر صادقیان (چهارراه اندیشه). داروخانه دکتر موسوی (بین امامیه ۵۶ و ۵۸). داروخانه دکتر مهرافشان (بین فلاحی ۸ و ۱۰). داروخانه دکتر فراهی (امامیه ۲۰).

## بافت شهری
به دلیل اینکه بافت کهنه در ابتدا وجود نداشت طراحی خیابان‌ها و بلوارها بر اساس طرح جامع شهر است که در نتیجه ترافیک بسیار مناسب و روان است.

## مراکز علمی
دانشکده‌های فنی و مهندسی، علوم انسانی، هنر و دانشکده پیراپزشکی دانشگاه آزاد مشهد در تقاطع بلوار شاهد و بلوار امامیه واقع شده‌اند. مؤسسه آموزش عالی خاوران، مؤسسه آموزش عالی خیام، مؤسسه آموزش عالی خبرنگاران، مؤسسه آموزش عالی آرمان رضوی، مؤسسه آموزش عالی حکمت رضوی، مرکز آموزشی شماره ۴ جهاد دانشگاهی مشهد، مرکز آموزش علمی کاربردی حج و زیارت و حوزه علمیه باقرالعلوم در شهرک غرب قرار دارند.

## مراکز فروشگاهی
فروشگاه شهرما مروارید (اندیشه ۷۹). فروشگاه شهرما استاد یوسفی (ابتدای استاد یوسفی). فروشگاه شهرما شریعتی (شریعتی ۵۸). فروشگاه شهرما حجاب (انتهای حجاب). فروشگاه شهرما میثاق (میثاق ۵). هایپرمارکت باما شاهد (شاهد۴۲). هایپرمارکت افق کوروش (شریعتی). فروشگاه رفاه (چهارراه مخابرات). پاساژ اکسیر (چهارراه مخابرات). پاساژ منسا (چهارراه مخابرات)، پاساژ ابریشم (بولوار حجاب).
اطلاعات مربوط به میادین میوه و تره‌بار:
| نام بازار      | سال ایجاد | ناحیه | مساحت (متر مربع) | آدرس                                       |
| استاد یوسفی    | ۱۳۸۹      | ۱     | ۱۰۱۵             | قاسم‌آباد، استاد یوسفی ۱۱                   |
| پامچال         | ۱۳۸۶      | ۱     | ۸۰۰              | قاسم‌آباد، چهر راه مخابرات                  |
| شب بو (شریعتی) | ۱۳۸۷      | ۲     | ۳۰۰              | قاسم‌آباد، بلوار شریعتی، بین شریعتی ۵۶ و ۵۸ |
| حجاب           | ۱۳۸۸      | ۳     | ۳۴۸۳             | انتهای بلوار حجاب                          |